# Siren Sundby
Siren Sundby (Lørenskog, 2 december 1982) is een Noors zeiler.
Sundby werd in 2003 en 2004 wereldkampioen in de Europe. Sundby behaalde haar grootste succes met het winnen van de olympisch goud in de Europe in 2004.

## Resultaten

### Wereldkampioenschappen
| Jaar | Plaats   | Resultaten  |
| ---- | -------- | ----------- |
| 2002 | Hamilton | Europe      |
| 2003 | Cádiz    | Yngling     |
| 2004 | Cagliari | Europe      |
| 2007 | Cascais  | 19e Yngling |

### Olympische Zomerspelen
| Jaar | Plaats  | Resultaten |
| ---- | ------- | ---------- |
| 2000 | Sydney  | 19e Europe |
| 2004 | Athene  | Yngling    |
| 2008 | Qingdao | 9e Yngling |

1992: Linda Andersen ·
1996: Kristine Roug ·
2000: Shirley Robertson ·
2004: Siren Sundby